# Dean Thurura
Dean Thurura (* 16. Februar 1991) ist ein belgischer Eishockeyspieler, der seit 2010 beim IHC Leuven unter Vertrag steht und mit dem Klub seit 2015 in der belgisch-niederländischen BeNe League spielt.

## Karriere
Dean Thurura spielt seit Beginn seiner Karriere beim IHC Leuven, für den er 2010 als 19-Jähriger in der Ehrendivision debütierte. Mit dem Team aus der traditionsreichen Universitätsstadt wurde er 2013 belgischer Meister. In der Saison 2011/12 nahm er mit dem IHC zudem am belgisch-niederländischen North Sea Cup teil. Seit 2015 spielt er mit dem Klub in der neugegründeten belgisch-niederländischen BeNe League.

### International
Im Juniorenbereich spielte Thurura mit Belgien bei der U20-Weltmeisterschaft 2011 in der Division II.
Für die Belgische Herren-Nationalmannschaft nahm Thurura an den Weltmeisterschaften der Division II  2012, 2013, 2015 und 2016 teil, wobei 2012 der Aufstieg von der B- in die A-Gruppe gelang.

## Erfolge und Auszeichnungen
- 2012 Aufstieg in die Division II, Gruppe A, bei der Weltmeisterschaft der Division II, Gruppe B
- 2013 Belgischer Meister mit dem IHC Leuven